# Чучевицька сільська рада
Чучевицька сільська́ ра́да (біл. Чучавіцкі сельсавет) — адміністративно-територіальна одиниця у складі Лунинецького району Берестейської області Білорусі. Адміністративний центр — село Великі Чучевичі.

## Склад
Населені пункти, що підпорядковувалися сільській раді станом на 2009 рік:
| Населений пункт | Тип  | Населення, осіб (2009) |
| --------------- | ---- | ---------------------- |
| Великі Чучевичі | село | 2048                   |
| Боровики        | село | 205                    |
| Кормуж          | село | 69                     |
| Луги            | село | 92                     |
| Малі Чучевичі   | село | 575                    |

## Населення
За переписом населення Білорусі 2009 року чисельність населення сільської ради становила 2989 осіб.

### Національність
Розподіл населення за рідною національністю за даними перепису 2009 року:
| Національність            | Осіб | Відсоток |
| ------------------------- | ---- | -------- |
| білоруси                  | 2942 | 98,43 %  |
| росіяни                   | 31   | 1,04 %   |
| українці                  | 9    | 0,30 %   |
| національність не вказана | 4    | 0,13 %   |
| поляки                    | 1    | 0,03 %   |
| естонці                   | 1    | 0,03 %   |
| комі-перм'яки             | 1    | 0,03 %   |
| Разом                     | 2989 | 100 %    |